# Thomas Bauer (Verwaltungsbeamter, 1957)
Thomas Bauer (* 7. August 1957 in Nürnberg) ist ein deutscher Verwaltungsbeamter. Anfang 2008 wurde er Regierungspräsident des bayerischen Regierungsbezirks Mittelfranken. Er trat zum 1. Oktober 2022 in den Ruhestand.

## Werdegang
Bauer studierte an der Universität Erlangen-Nürnberg Rechtswissenschaften und Sozialwissenschaften. Während dieser Zeit war er als Wissenschaftliche Hilfskraft am Lehrstuhl für Deutsches und Internationales Steuerrecht und am Lehrstuhl für Sozialpolitik tätig. Nach dem zweiten juristischen Staatsexamen 1986 trat er 1987 als Beamter in den bayerischen Staatsdienst ein. In den folgenden Jahren war er im Bayerischen Staatsministerium des Innern, im Ministerium des Innern der DDR, im Thüringer Innenministerium, am Landratsamt Fürth und bei der Regierung von Mittelfranken tätig. 
Ab 1. Mai 2007 war er Vizepräsident der Regierung von Mittelfranken. Am 11. Dezember 2007 berief ihn der Bayerische Ministerrat zum Nachfolger des zum Jahresende aus dem Amt ausgeschiedenen Regierungspräsidenten Karl Inhofer.     
Bauer sitzt in der Jury des Wolfram-von-Eschenbach-Preises. Außerdem ist er Beisitzer im Vorstand des Volksbundes Deutsche Kriegsgräberfürsorge.

## Werke
Bauer ist Mitautor eines Kommentars zum Kommunalverfassungsrecht in Bayern.